# Tuổi thành niên
Tuổi thành niên (tiếng Anh: coming of age) là bước chuyển tiếp của người trẻ từ một đứa trẻ trở thành người lớn. Nó tiếp diễn xuyên suốt những năm tháng thanh xuân của cuộc đời. Độ tuổi cụ thể mà tại thời điểm đó quá trình chuyển tiếp này diễn ra rất khác nhau ở những xã hội khác nhau, cũng như khác về bản chất tự nhiên của sự thay đổi tâm sinh lý.